# 충주 문주리 요지
충주 문주리 요지(忠州 文周里 窯址)는 충청북도 충주시 대소원면 문주리에 있는 조선시대의 기와 요지이다. 1988년 9월 30일 충청북도의 기념물 제81호로 지정되었다.

## 개요
요지는 자기나 기와, 그릇들을 만들어 굽던 가마터를 말한다.
문주리 가마는 조선시대의 기와가마로 남북 12m, 폭 1.8m의 작은 굴가마이다. 1582년 설립된 팔봉서원에 소속된 기와가마로서 서원의 건립과 낡거나 부서진 곳을 고치기 위하여 생겨난 것으로 보인다. 이곳에서는 조선시대에 가장 흔하게 나타나는 파도무늬가 찍히고 두께가 비교적 두꺼운 기와가 출토되었다. 이는 수화(水火)사상에서 연유한 것으로 나무로 만들어진 건물은 불에 약하므로 파도무늬를 찍어 불기운을 물기운으로 누른다는 생각에서였던 것으로 보인다.

## 참고 문헌
- 충주 문주리 요지 - 국가유산청 국가유산포털